# Helah Kiprop
Helah Kiprop Jelagat (7 aprile 1985) è una mezzofondista e maratoneta keniota.

## Palmarès
| Anno | Manifestazione  | Sede           | Evento   | Risultato | Prestazione | Note |
| ---- | --------------- | -------------- | -------- | --------- | ----------- | ---- |
| 2015 | Mondiali        | Pechino        | Maratona | Argento   | 2h27'36"    |      |
| 2016 | Giochi olimpici | Rio de Janeiro | Maratona | dnf       | dnf         |      |
| 2017 | Mondiali        | Londra         | Maratona | 7°        | 2h28'19"    |      |

## Campionati nazionali
2007
- 6º ai campionati kenioti, 5000 m - 16'07"2

## Altre competizioni internazionali
2006
- Oro alla Maratona di Casablanca ( Casablanca) - 2h34'43"
- Bronzo alla Mezza maratona di Lille ( Lilla) - 1h14'02"
- Oro alla 10 km di Arras ( Arras) - 34'16"
- Argento alla 10 km di Tours ( Tours) - 34'35"

2007
- Bronzo alla Maratona di Berlino ( Berlino) - 2h26'27"

2008
- 6° alla Mezza maratona di Ras Al Khaimah ( Ras Al Khaimah) - 1h12'35"

2011
- Argento alla Mezza maratona del Portogallo ( Lisbona) - 1h08'57"

2012
- Bronzo alla Mezza maratona di Delhi ( Nuova Delhi) - 1h11'18"
- Argento alla Mezza maratona di Berlino ( Berlino) - 1h08'26"
- 4° alla Mezza maratona di Göteborg ( Göteborg) - 1h10'09"
- Bronzo alla Mezza maratona di Bogotà ( Bogotà) - 1h15'56"
- Oro alla World 10K Bangalore ( Bangalore) - 32'22"

2013
- 4° alla Maratona di Berlino ( Berlino) - 2h28'02"
- 6° alla Mezza maratona di Ras Al Khaimah ( Ras Al Khaimah) - 1h07'39"
- Oro alla Mezza maratona di Berlino ( Berlino) - 1h07'54"
- 7° alla World 10K Bangalore ( Bangalore) - 32'26"

2014
- 5° alla Maratona di Francoforte ( Francoforte sul Meno) - 2h27'14"
- Oro alla Maratona di Seul ( Seul) - 2h27'29"
- 4° alla Mezza maratona di Ras Al Khaimah ( Ras Al Khaimah) - 1h08'36"
- 5° alla World 10K Bangalore ( Bangalore) - 33'19"

2015
- Argento alla Maratona di Tokyo ( Tokyo) - 2h24'03"
- Argento alla Mezza maratona di Delhi ( Nuova Delhi) - 1h09'35"
- Argento alla Mezza maratona di Istanbul ( Istanbul) - 1h08'23"
- 4° alla World 10K Bangalore ( Bangalore) - 32'19"

2016
- Oro alla Maratona di Tokyo ( Tokyo) - 2h21'27"
- Bronzo alla Mezza maratona di Delhi ( Nuova Delhi) - 1h08'11"
- Argento alla World 10K Bangalore ( Bangalore) - 32'28"

2017
- 7° alla Maratona di Londra ( Londra) - 2h25'39"
- Argento alla 25 km di Calcutta ( Calcutta), 25 km - 1h26'04"
- 4° alla Mezza maratona di Delhi ( Nuova Delhi) - 1h08'10"
- 4° alla Mezza maratona di Ras Al Khaimah ( Ras Al Khaimah) - 1h07'48"
- Bronzo alla World 10K Bangalore ( Bangalore) - 32'02"

2018
- 5° alla Maratona di Tokyo ( Tokyo) - 2h28'58"
- 10° alla Mezza maratona di Houston ( Houston) - 1h09'38"

2022
- Argento alla Maratona di Francoforte ( Francoforte sul Meno) - 2h04'40"

2023
- Oro alla Maratona di Parigi ( Parigi) - 2h23'19"